# اوم (رود)
اوم (روسی: Омь) رودی در جنوب دشت‌های غربی سیبری در روسیه است. این رودخانه شاخه‌ای راست از ایرتیش است. طول آن ۱٬۰۹۱ کیلومتر (۶۷۸ مایل) و دارای یک حوضه آبریز به مساحت ۵۲٬۶۰۰ کیلومتر مربع (۲۰٬۳۰۰ مایل مربع) می‌باشد.
نام این رود احتمالاً از واژه اوم به معنای «آرام» در زبان تاتارهای بارابا گرفته شده است.

## مسیر
اوم از مرداب واسیوگان در مرز نووسیبیرسک و تومسک سرچشمه می‌گیرد. این رود عمدتاً از دشت بارابا در دشت سیبری غربی عبور می‌کند. شهر اومسک در محل تلاقی اوم و ایرتیش و اوست تارکا در محل تلاقی اوم و رودخانه تارکا واقع شده‌اند. شاخه‌های اصلی آن شامل ایچا، کاما و تارتاس می‌باشند.